# Johan Casimir Ehrnrooth
Johan Casimir Gustavovič Ehrnrooth, alternativamente anche Ernrot or Ehrnroth, in russo: Йохан-Казимир Густавович Э́рнрот, in bulgaro: Йохан Казимир Густавович Ернрот (Nastola, 1833 – Helsinki, 1913), è stato un militare e politico russo di origine svedese che ricoprì il ruolo di primo ministro del principato di Bulgaria dal 9 maggio al 13 luglio 1881.
Ehrnrooth nacque in un'influente famiglia nobile a Nastola, nel territorio dell'odierna Finlandia, allora parte dell'impero russo. Nel 1856 si laureò all'Accademia militare imperiale di San Pietroburgo e si arruolò nell'esercito imperiale russo.
Ehrnrooth acquisì importanza quando giocò un ruolo fondamentale nella soppressione della resistenza dell'imam Šamil e degli avari nel 1859. Con il grado di maggiore nell'esercito russo, Ehrnrooth continuò a salire di grado con le campagne contro i ribelli polacchi e combattendo per sottrarre la Bulgaria dal dominio ottomano. In seguito all'indipendenza della Bulgaria Ehrnrooth venne scelto dalla Russia per curare gli interessi di Alessandro I di Bulgaria, divenendo ministro della difesa nel nuovo governo indipendente. Ehrnrooth divenne l'uomo forte del governo e quindi diventò primo ministro il 9 maggio 1881, mentre Alessandro portava a compimento i suoi piani per assumere il controllo totale del paese. Ehrnrooth diventò il maggior sostenitore di Alessandro durante questo periodo, anche se in seguito fu costretto a lasciare la Bulgaria quando il tentativò fallì.
Dopo il ritorno in Russia Ehrnrooth divenne ministro-segretario di stato per gli affari finlandesi, anche se il suo operato, che tendeva alla russificazione, non piacque ai finlandesi Si ritirò alla fine del XIX secolo e morì d'infarto nel 1913 ad Helsinki all'età di 79 anni.